# Ali Qanso
Ali Khalil Qanso, (em árabe: علي قانصوه; Doueir, 1948 - 4 de julho de 2018) foi um político e ministro libanês de estado dos assuntos parlamentares no segundo gabinete de Saad Hariri. 

## Carreira
Ele foi o presidente da Síria Social Partido Nacionalista e ele serviu como ministro de estado na Najib Mikati governo e anteriormente ministro do trabalho no gabinete de Rafik Hariri.
Morreu em 4 de julho de 2018.